# Elapognathus minor
Elapognathus minor (коротконоса змія) — вид отруйних змій родини аспідових (Elapidae). Ендемік Австралії.

## Поширення і екологія
Коротконосі змії мешкають в прибережних районах на південному заході Західної Австралії, від бухти Двох Народів, що на схід від Олбані, на північний захід до Басселтона. Вони живуть на пустищах на окраїнах боліт, в осокових заростях і вологих склерофільних лісах, що ростуть на піщаних ґрунтах, у ефемерних водно-болотних угіддях. Ховаються серед купин трави і заростей осоки. Живляться дрібними сцинками з роду Hemiergis і амфібіями. Живородні, народжують 10 дитинчат.